# Declana nigrosparsa
Declana nigrosparsa är en fjärilsart som beskrevs av Butler 1879. Declana nigrosparsa ingår i släktet Declana och familjen mätare. Inga underarter finns listade i Catalogue of Life.